# Ergebnisse der Kommunalwahlen in Magdeburg
In den folgenden Listen werden die Ergebnisse der Kommunalwahlen in Magdeburg aufgelistet. Es werden im ersten Teil die Ergebnisse der Stadtratswahlen ab 1990 angegeben. Im zweiten Teil stehen die Ortschaftsratswahlergebnisse 2004 und 2009.
Es werden nur diejenigen Parteien und Wählergruppen aufgelistet, die bei wenigstens einer Wahl mindestens zwei Prozent der gültigen Stimmen erhalten haben. Bei mehrmaligem Überschreiten dieser Grenze werden auch Ergebnisse ab einem Prozent aufgeführt. Das Feld der Partei, die bei der jeweiligen Wahl die meisten Stimmen bzw. Sitze erhalten hat, ist farblich gekennzeichnet.

## Parteien
- AMTN: Allianz für Menschenrechte, Tier- und Naturschutz (Kurzbezeichnung: Tierschutzallianz)
- B’90: Bündnis 90 → 1990: Grüne
- B’90/Grüne: Bündnis 90/Die Grünen → Grüne
- B.F.D.: Bund Freier Demokraten → 1990: FDP
- CDU: Christlich Demokratische Union Deutschlands
  - 1990 als: CDU der DDR
- DFD: Demokratischer Frauenbund Deutschlands
- DSU: Deutsche Soziale Union
- DVU: Deutsche Volksunion
- FDP: Freie Demokratische Partei
  - 1990 als: F.D.P. der DDR
- Future: future! – Die junge Alternative
- Garten: Gartenpartei
- Grüne: B’90/Grüne
- Linke: Die Linke
  - bis 2004: PDS
- Tier: Partei Mensch Umwelt Tierschutz (Kurzbezeichnung: Tierschutzpartei)
- NPD: Nationaldemokratische Partei Deutschlands
- PDS: Partei des Demokratischen Sozialismus → Linke
- SPD: Sozialdemokratische Partei Deutschlands
  - 1990 als: SPD der DDR
- VdgB: Vereinigung der gegenseitigen Bauernhilfe

## Wählergruppen
- BEH. V.: Verband der Behinderten der DDR
- BfM: Bund für Magdeburg
- BV: Bürgervereinigung
- FBP: Frauen "Brückbusch" für Pechau
- FVFFW: Förderverein Freiwillige Feuerwehr (?)
- FVR: Förderverein Randau
- FWG: Freie Wählergemeinschaft
- HVBS: Heimatverein Beyendorf-Sohlen
- HVC: Heimatverein Calenberge
- KHP: Kultur- und Heimatverein Pechau
- KB: Kulturbund der DDR
- ThVR: Theaterverein Randau
- UWBS: Unabhängige Wählergemeinschaft Beyendorf-Sohlen
- VS: Volkssolidarität

## Abkürzungen
- Ezb.: Einzelbewerber
- Wbt.: Wahlbeteiligung

## Stadtratswahlen
Stimmenanteile der Parteien in Prozent
| Jahr     | Wbt. | SPD  | CDU  | Linke | Grüne | AfD  | FDP     | Future | Tier | BfM | Garten |
| -------- | ---- | ---- | ---- | ----- | ----- | ---- | ------- | ------ | ---- | --- | ------ |
| 1 1990 1 | 69,0 | 33,0 | 31,3 | 16,1  | 8,2   |      | 2 4,4 2 |        |      |     |        |
| 3 1994 3 | 62,0 | 32,4 | 21,4 | 27,1  | 10,5  |      | 3,9     |        |      |     |        |
| 4 1999 4 | 40,8 | 30,3 | 30,9 | 23,9  | 4,3   |      | 2,8     | 1,6    |      |     |        |
| 2004     | 34,8 | 23,1 | 25,0 | 29,8  | 6,9   |      | 7,1     | 3,5    | 1,2  | 2,0 |        |
| 5 2009 5 | 35,1 | 23,9 | 23,1 | 23,4  | 10,2  |      | 8,5     | 3,8    | 2,5  | 2,2 |        |
| 2014     | 38,3 | 25,4 | 25,3 | 22,2  | 10,6  | 4,8  | 3,3     | 2,0    | 2,1  | 1,6 |        |
| 6 2019 6 | 53,5 | 16,9 | 18,6 | 15,3  | 15,4  | 14,4 | 5,4     | 2,9    | 3,3  | 1,5 |        |
| 2024     | 58,5 | 15,0 | 23,8 | 10,2  | 9,4   | 22,8 | 4,1     | 2,2    | 4,5  |     | 4,6    |

Sitzverteilung
| Jahr | Gesamt | SPD | CDU | Linke | Grüne | AfD | FDP |
| ---- | ------ | --- | --- | ----- | ----- | --- | --- |
| 1990 | 150    | 50  | 47  | 24    | 12    |     | 7   |
| 1994 | 56     | 18  | 12  | 15    | 6     |     | 2   |
| 1999 | 56     | 17  | 17  | 13    | 3     |     | 2   |
| 2004 | 56     | 13  | 14  | 17    | 4     |     | 4   |
| 2009 | 56     | 14  | 13  | 13    | 6     |     | 5   |
| 2014 | 56     | 14  | 14  | 13    | 6     | 3   | 2   |
| 2019 | 56     | 9   | 10  | 9     | 9     | 8   | 3   |
| 2024 | 56     | 8   | 13  | 6     | 5     | 13  | 2   |

Sitzverteilung der Parteien und Wählergruppen, die nie mehr als drei Sitze erhalten haben
| Jahr | Future | Tier | Garten | BfM | AMTN | Volt | NPD | DVU | FWG | VS | DSU | DFD | BV | BEH.V. | VdgB | KB | Ezb. |
| ---- | ------ | ---- | ------ | --- | ---- | ---- | --- | --- | --- | -- | --- | --- | -- | ------ | ---- | -- | ---- |
| 1990 |        |      |        |     |      |      |     |     |     | 3  | 2   | 1   | 1  | 1      | 1    | 1  |      |
| 1994 |        |      |        |     |      |      |     |     | 2   |    |     |     |    |        |      |    | 1    |
| 1999 | 1      |      |        |     |      |      |     | 1   | 2   |    |     |     |    |        |      |    |      |
| 2004 | 2      | 1    |        | 1   |      |      |     |     |     |    |     |     |    |        |      |    |      |
| 2009 | 2      | 1    |        | 1   |      |      | 1   |     |     |    |     |     |    |        |      |    |      |
| 2014 | 1      | 1    | 1      | 1   |      |      |     |     |     |    |     |     |    |        |      |    |      |
| 2019 | 2      | 2    | 2      | 1   | 1    |      |     |     |     |    |     |     |    |        |      |    |      |
| 2024 | 1      | 3    | 3      |     | 1    | 1    |     |     |     |    |     |     |    |        |      |    |      |

## Ortschaftsratswahlen

### Beyendorf-Sohlen
Stimmenanteile der Parteien in Prozent
| Jahr | CDU  | SPD  | UWBS | Linke | HVBS |
| ---- | ---- | ---- | ---- | ----- | ---- |
| 2004 |      |      | 59,9 | 23,8  |      |
| 2009 |      |      | 63,0 | 18,1  |      |
| 2014 | 22,3 | 17,8 |      | 13,2  | 8,1  |
| 2019 |      | 17,4 |      | 17,4  | 15,2 |

Sitzverteilung
| Jahr     | Gesamt | CDU   | SPD   | UWBS | Linke | HVBS | Ezb.  |
| -------- | ------ | ----- | ----- | ---- | ----- | ---- | ----- |
| 2004     | 9      |       |       | 6    | 2     |      | 1     |
| 1 2009 1 | 8 (9)  |       |       | 6    | 1     |      | 1 (2) |
| 2 2014 2 | 6 (9)  | 1 (2) | 1 (2) |      | 1     | 1    | 2 (3) |
| 3 2019 3 | 7 (9)  |       | 2     |      | 2     | 1    | 2 (4) |

### Pechau
Die meisten Stimmen wurden Einzelbewerbern gegeben.
Stimmenanteile der Parteien in Prozent
| Jahr | CDU  | KHP  | FBP |
| ---- | ---- | ---- | --- |
| 2004 |      |      | 5,9 |
| 2009 | 12,5 | 21,6 |     |
| 2014 | 17,2 |      |     |
| 2014 | 13,2 |      |     |

Sitzverteilung
| Jahr     | Gesamt | CDU | KHP | Ezb.  |
| -------- | ------ | --- | --- | ----- |
| 1 2004 1 | 6 (7)  |     |     | 6 (7) |
| 2009     | 7      | 1   | 1   | 5     |
| 2014     | 7      | 1   |     | 6     |
| 2019     | 7      | 1   |     | 6     |

### Randau-Calenberge
Stimmenanteile der Parteien in Prozent
| Jahr | ThVR | HVC  | FVFFW | FVR  |
| ---- | ---- | ---- | ----- | ---- |
| 2004 | 53,5 |      |       | 46,5 |
| 2009 | 82,3 |      |       | 17,7 |
| 2014 | 51,7 | 21,0 | 15,1  | 12,2 |
| 2019 | 8,3  |      | 34,3  |      |

Sitzverteilung
| Jahr   | Gesamt | ThVR  | HVC | FVFFW | FVR | Ezb.  |
| ------ | ------ | ----- | --- | ----- | --- | ----- |
| 2004 1 | 5 (7)  | 2 (4) |     |       | 3   |       |
| 2009 2 | 5 (7)  | 4 (6) |     |       | 1   |       |
| 2014 3 | 6 (7)  | 3 (4) | 1   | 1     | 1   |       |
| 2019 4 | 5 (7)  | 1     |     | 2     |     | 2 (4) |